# Joint cryogénique
 (février 2024).
La mise en forme du texte ne suit pas les recommandations de Wikipédia : il faut le « wikifier ».
Les points d'amélioration suivants sont les cas les plus fréquents. Le détail des points à revoir est peut-être précisé sur la page de discussion.
- Les titres sont pré-formatés par le logiciel. Ils ne sont ni en capitales, ni en gras.
- Le texte ne doit pas être écrit en capitales (les noms de famille non plus), ni en gras, ni en italique, ni en « petit »…
- Le gras n'est utilisé que pour surligner le titre de l'article dans l'introduction, une seule fois.
- L'italique est rarement utilisé : mots en langue étrangère, titres d'œuvres, noms de bateaux, etc.
- Les citations ne sont pas en italique mais en corps de texte normal. Elles sont entourées par des guillemets français : « et ».
- Les listes à puces sont à éviter, des paragraphes rédigés étant largement préférés. Les tableaux sont à réserver à la présentation de données structurées (résultats, etc.).
- Les appels de note de bas de page (petits chiffres en exposant, introduits par l'outil «  Source ») sont à placer entre la fin de phrase et le point final[comme ça].
- Les liens internes (vers d'autres articles de Wikipédia) sont à choisir avec parcimonie. Créez des liens vers des articles approfondissant le sujet. Les termes génériques sans rapport avec le sujet sont à éviter, ainsi que les répétitions de liens vers un même terme.
- Les liens externes sont à placer uniquement dans une section « Liens externes », à la fin de l'article. Ces liens sont à choisir avec parcimonie suivant les règles définies. Si un lien sert de source à l'article, son insertion dans le texte est à faire par les notes de bas de page.
- La présentation des références doit suivre les conventions bibliographiques. Il est recommandé d'utiliser les modèles {{Ouvrage}}, {{Chapitre}}, {{Article}}, {{Lien web}} et/ou {{Bibliographie}}. Le mode d'édition visuel peut mettre en forme automatiquement les références.
- Insérer une infobox (cadre d'informations à droite) n'est pas obligatoire pour parachever la mise en page.

Pour une aide détaillée, merci de consulter Aide:Wikification.
Si vous pensez que ces points ont été résolus, vous pouvez retirer ce bandeau et améliorer la mise en forme d'un autre article.
 (avril 2024).
Les joints cryogéniques sont un type de confinement mécanique pour les matériaux maintenus à des températures cryogéniques, tels que les fluides cryogéniques.
Diverses techniques, notamment le brasage et le soudage, sont disponibles pour créer des joints; cependant, des matériaux et des processus spécialisés sont nécessaires pour piéger hermétiquement les constituants cryogéniques dans des conditions étanches au vide. Les liquides à contenir sont le plus souvent l'hélium liquide et l'azote liquide, qui bouillent à très basse température, en dessous de −153°C, ainsi que les hydrocarbures à bas point de congélation et les mélanges réfrigérants,. On considère que l'indium pur, sous forme de fil ou de préforme à souder (rondelles...), sont les matériaux d'étanchéité à basse température les plus fiables. Lorsqu'il est correctement formé, l'indium permet des taux de fuite inférieurs à 4,0 x 10 -9 mbar-litre/sec.
Les matériaux d'étanchéité cryogéniques alternatifs comprennent les joints coniques à base de graisse de silicone et les joints métalliques en Pb/Sn (plomb-étain).

## Histoire
Les traitements cryogéniques ont commencé dans les années 1940 : les outils de coupe en acier étaient immergés dans de l'azote liquide pour améliorer leur durée de vie.
Les processus mécaniques utilisant la cryogénie ont été bien documentés à partir des années 1950 et, dans les années 1980, les fluides cryogéniques ont commencé à être envisagés pour le stockage et l'utilisation dans des appareils modernes.
Les joints cryogéniques sont devenus indispensables dans les applications commerciales, médicales et militaires de haute technologie pour encapsuler les fluides cryogéniques essentiels au fonctionnement des appareils, et/ou pour obtenir des résultats en haute résolution (pour s'affranchir des bruits thermiques, la chaleur induisant des perturbations dans les capteurs).

## Applications
Les applications qui utilisent des joints cryogéniques comprennent :
- Imagerie par résonance magnétique (IRM)
- Chromatographie
- Unités de réfrigération à dilution
- Détecteurs refroidis
- Fenêtres optiques
- Détecteurs infrarouges
- Pompes cryogéniques centrifuges
- Systèmes de véhicules aériens sans pilote
- Détecteurs de missiles
- Systèmes de suivi par satellite
- Télescopes infrarouges

## Joints en indium

### Avantages
Avantages des joints cryogéniques en indium :
- Techniques de conception établies/éprouvées pour l'assemblage de joints en indium  [4]
- Option de démontage et de remontage
- L'indium peut être reformé en d'autres joints utiles après utilisation [4]
- Doux et malléable à température ambiante, grâce à la faible température de fusion de l'indium, il comble ainsi les imperfections. Cela crée un lien imperméable entre les surfaces de contact, créant ainsi un joint hermétique qui reste malléable à des températures cryogéniques [1]
- L'intégrité du joint demeure après un choc thermique depuis la température ambiante jusqu'à l'immersion dans un bain cryogénique [5]
- La qualité du joint est indépendante de la composition de la surface de contact, par exemple en céramique, germanium, métal ou verre[6].
- L'indium forme une couche d'oxyde auto-passivante de 80 à 100 Ångström d'épaisseur. Cette couche est facile à enlever avec de l'acide, et le métal d'indium exposé sous-jacent peut être comprimé pour former une liaison étanche et hermétique[7].

### Désavantages
- Structure mécanique volumineuse nécessaire pour comprimer l'indium entre les brides[5].
- Les charges pulsées provoquent un fluage des joints en indium, ce qui relâche la tension du boulon, réduisant ainsi la qualité du joint.

### Informations sur le processus pour les joints en indium
- Les surfaces de contact doivent être maintenues aussi propres que possible, notamment par nettoyage à l'acétone[5].
- L'indium propre et sans oxyde se soudera à froid sur lui-même. Les extrémités d'un joint métallique se soudent ensemble sous compression[8].
- Une alternative plus fiable au joint en fil d'indium est un joint utilisant une rondelle en indium. Les rondelles minimisent le risque de dégradation du joint et de fuites cryogéniques en éliminant l'interface entre les extrémités du fil connectées. Les rondelles sont fabriquées sous forme d’anneau continu sans cassure[5].
- Autant de fixations que possible doivent être utilisées pour serrer le joint en indium[5].
- Le matériau d'indium utilisé doit être ultra-pur (pureté minimale de 99,9) pour empêcher le durcissement du matériau à des températures inférieures à zéro, ainsi que pour limiter les impuretés des éléments à faible pression de vapeur[9].
- Le matériau utilisé pour les joints cryogéniques en indium doit être fabriqué à partir d'un matériau moulé sous vide pour éviter le dégazage après montage dans l'assemblage.

## Tests de fiabilité
- Tests de fuite à l'hélium
- Essais de choc thermique cryogénique [5]

## Types
- Joint indium compact
- Joint hermétique compressible
- Joint à compression
- Joint sous vide cryogénique
- Joint cryogénique démontable
- Joint sous vide cryogénique en indium
- Joints de bride à joints toriques en indium
- Joint en indium
- Joint torique en fil d'indium
- Joint en fil d'indium
- Joint en indium à profil bas
- Joint basse température
- Joint sous vide cryogénique réutilisable
- Joint en fil d'indium réutilisable
- Fil d'étanchéité cryogénique réutilisable et profil bas
- Joint en métal souple
- Joint compatible avec le vide
- Joint compatible avec le vide à température cryogénique
- Joint d'angle
- Joint de face

## Fabricants
- Indium Corporation
- CMR-Direct
- Garlock Helicoflex Archived  </link>
- AIM
- Métaux ESPI
- Sealwise
- Kapton® Archived  </link>
- Mylar®
- Indium Wire